# Karl-Ernst Selke
Karl-Ernst Selke (* 16. September 1944 in Zirke, Regierungsbezirk Posen (Wartheland); † 12. Mai 2013 in Wusterhausen/Dosse) war ein deutscher Politiker (CDU).
Selke besuchte die Grundschule und das Gymnasium in Berlin-Grunewald. Nach einer Ausbildung zum kirchlichen Verwaltungsangestellten legte er an einer Abendschule das Abitur ab. Er studierte Theologie am Sprachenkonvikt in Ost-Berlin und schloss das Studium mit dem Examen ab. 1973 folgte seine Ordination zum Pfarrer, 1974 wurde er Gemeindepfarrer in Wusterhausen/Dosse. 2010 wurde er in den Vorstand des örtlichen Kulturvereins gewählt.
Selke trat im März 1990 der CDU bei, deren Kreisvorstand Ostprignitz-Ruppin er angehörte. Er war Mitglied der letzten Volkskammer sowie von Oktober bis Dezember 1990 Bundestagsabgeordneter.